# Ассомбалонга, Бритт
Бритт Кертис Ассомбалонга (англ. Britt Curtis Assombalonga; род. 6 декабря 1992, Киншаса, Заир) — конголезский футболист, нападающий турецкого клуба «Антальяспор» и сборной ДР Конго.

## Клубная карьера

### Ранние годы
Бритт родился в Киншасе, в семье футболиста сборной Заира Федора Ассомбалонги, но уже в возрасте 8 месяцев переехал со своей семьёй в Лондон. Вырос в Камдене, а заниматься футболом начал, обучаясь в Хартсвудской Академии.

### «Уотфорд»
В 2010 году в возрасте 17 лет перебрался в Академию «Уотфорда». В свой первый сезон в молодёжной команде Ассомбалонга стал вторым бомбардиром, а его команда добралась до четвертьфинала молодёжного Кубка Англии. Также, он регулярно выступал в составе резервной команды «Уотфорда» и благодаря успешной игре в конце сезона 2010/2011 подписал однолетний профессиональный контракт. В двух последних матчах сезона против «Престон Норт Энд» и «Куинз Парк Рейнджерс» нападающий был в числе запасных, но на поле не вышел.
В ноябре 2011 года для получения игровой практики Ассомбалонга на правах аренды перешёл в клуб Истмийской лиги «Уэлдстон», где успешно проявил себя, отметившись 11 голами в 16 матчах. 4 февраля 2012 года Бритт вернулся в «Уотфорд», но через несколько дней отправился в месячную аренду в клуб Национальной Конференции «Брейнтри Таун». Дебютировал 14 февраля в гостевой игре против «Линкольн Сити», где на 88-й минуте отметился забитым мячом, а на 90-й был удалён с поля.
По возвращении из аренды, 17 марта 2012 года он дебютировал в первой команде «Уотфорда» в домашней встрече против «Ковентри Сити» (0:0).

### Аренда в «Саутенд»
18 августа 2012 года на правах месячной аренды Бритт перешёл в клуб Лиги Два «Саутенд Юнайтед». 25 августа забил первый гол в гостевой встрече против «Нортгемптон Таун» (3:3). В последующих 4 играх Ассомбалонга забил ещё 4 мяча и его аренда в «Саутенде» была продлена до 3 января 2013 года, а затем и до конца сезона.
7 апреля 2013 года принимал участие в финальном матче Трофея Футбольной Лиги против «Кру Александра», в котором «Саутенд» потерпел поражение со счётом 0:2.

### «Питерборо Юнайтед»
31 июля 2013 года Ассомбалонга подписал 4-летний контракт с клубом Лиги Один — «Питерборо Юнайтед». Сумма трансфера составила рекордные £1,7 млн. 3 августа дебютировал в домашней встрече против «Суиндон Таун», уже на 9-й минуте забив единственный и победный гол.
30 марта 2014 года второй раз подряд участвовал в финале Трофея Футбольной Лиги, в котором забил гол и помог своему клубу победить «Честерфилд» со счётом 3:1. По итогам чемпионата Ассомбалонга стал вторым бомбардиром Лиги Один, забив 23 мяча, и помог «Питерборо» финишировать в зоне плей-офф, но в полуфинале по сумме двух встреч они уступили «Лейтон Ориент».

### «Ноттингем Форест»
6 августа 2014 года Ассомбалонга перешёл в клуб Чемпионшипа «Ноттингем Форест», заключив 5-летний контракт. Сумма трансфера составила £5 млн, которая за счёт бонусов могла возрасти до £8 млн. Дебютировал 9 августа в домашней встрече против «Блэкпула», а уже 16 августа отметился дублем в гостевой игре против «Болтон Уондерерс» (2:2). Всего, в первых 7 турах чемпионата нападающий забил 8 мячей и некоторое время являлся лучшим бомбардиром.
11 февраля 2015 года в матче против «Уиган Атлетик» Ассомбалонга получил тяжёлую травму колена и выбыл из строя более чем на 12 месяцев. 19 апреля 2016 года нападающий провёл первую игру после травмы, выйдя на замену в матче против «Блэкберн Роверс» (1:1).
Сезон 2016/17 Ассомбалонга начал с дубля в ворота «Бертон Альбион» (4:3). В августе нападающий получил травму подколенного сухожилия и выбыл из строя на два месяца, однако несмотря на это, 2 сентября подписал новый контракт с «Ноттингемом» до 2021 года. 7 мая 2017 года, в матче последнего тура против «Ипсвич Таун», нападающий отметился дублем и помог своей команде одержать разгромную победу (3:0) и сохранить прописку в Чемпионшипе благодаря лучшей разнице мячей.

### «Мидлсбро»
17 июля 2017 года Бритт подписал 4-летний контракт с «Мидлсбро». Сумма перехода составила £15 млн, что стало новым трансферным рекордом для «речников».
Дебютировал 5 августа в гостевой встрече против «Вулверхэмптон Уондерерс» (0:1). 15 августа отметился дублем в домашней игре против «Бертон Альбион», принеся своей команде победу 2:0

## Карьера за сборную
Ассомбалонга имел возможность выступать за две сборные: Англии и Демократической республики Конго. В августе 2014 года он попал в расширенный список сборной ДР Конго на матчи квалификации Кубка африканских наций-2015, но в итоговую заявку не вошёл.
В ноябре 2016 года вновь был вызван в сборную ДР Конго, но не смог поехать туда из-за бюрократических проблем. В декабре 2016 года отказался от вызова в сборную на Кубок африканских наций 2017, решив сосредоточиться на выступлениях за клуб после тяжёлой травмы.
27 марта 2018 года дебютировал за сборную ДР Конго в товарищеском матче против Танзании (0:2).
Летом 2019 года на Кубке африканских наций в Египте, Бритт был вызван в состав своей национальной сборной. В третьем матче против Зимбабве отличился забитым голом на 78-й минуте, а команда победила 4:0.

## Достижения
«Питерборо»
- Обладатель Трофея Футбольной лиги: 2013/2014